# Bury (Québec)
Pour les articles homonymes, voir Bury.
Bury est une municipalité québécoise située dans la municipalité régionale de comté (MRC) du Haut-Saint-François en Estrie.

## Histoire
Son nom rappelle Bury, une ville britannique située traditionnellement dans le Lancashire, mais qui fait partie depuis 1974 du nouveau comté urbain du Grand Manchester.

### Chronologie
- 1er juillet 1845 : Érection de la municipalité de Bury.
- 1er septembre 1847 : Fusion de la municipalité de Bury avec d'autres entités municipales et érection du comté de Sherbrooke.
- 1er juillet  1855 : Érection de la municipalité de Bury.

## Démographie
| 1996  | 2001  | 2006  | 2011  | 2016  | 2021  |
| ----- | ----- | ----- | ----- | ----- | ----- |
| 1 151 | 1 171 | 1 249 | 1 159 | 1 174 | 1 252 |

## Administration
Les élections municipales se font en bloc pour le maire et les six conseillers.
| Bury Maires depuis 2001                                                                                              |                       |         |          |
| Élection | Maire                 | Qualité | Résultat |
| 2001 | Orvil Anderson        |         | Voir     |
| 2005 | Marc Jacques Gosselin |         | Voir     |
| 2009 | Walter Dougherty      |         | Voir     |
| 2013 | Walter Dougherty      | Voir    |          |
| 2017 | Walter Dougherty      | Voir    |          |
| 2021 | Denis Savage          |         | Voir     |
| Élection partielle en italique Depuis 2005, les élections sont simultanées dans toutes les municipalités québécoises |                       |         |          |

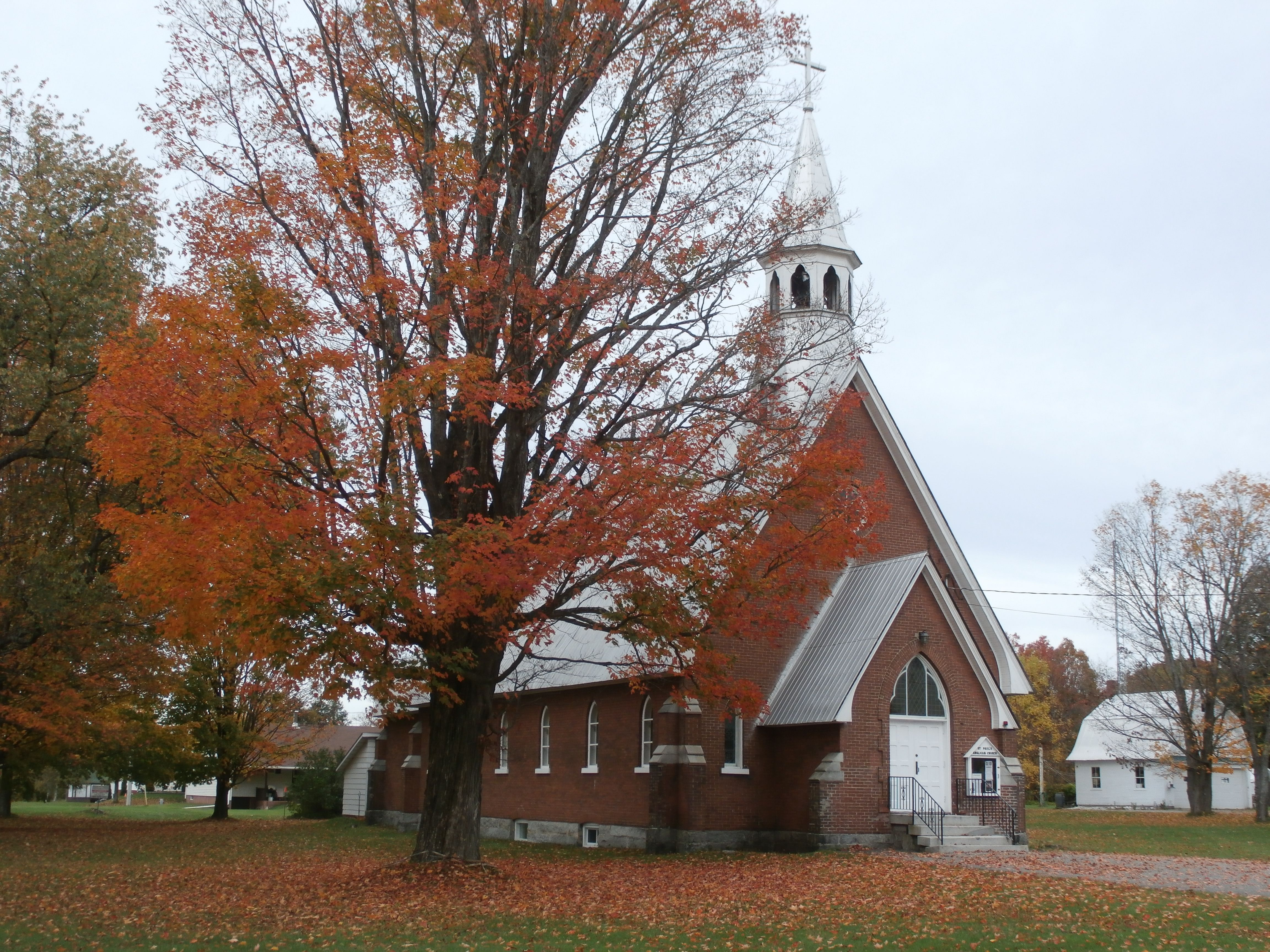
Église anglicane St-Paul.
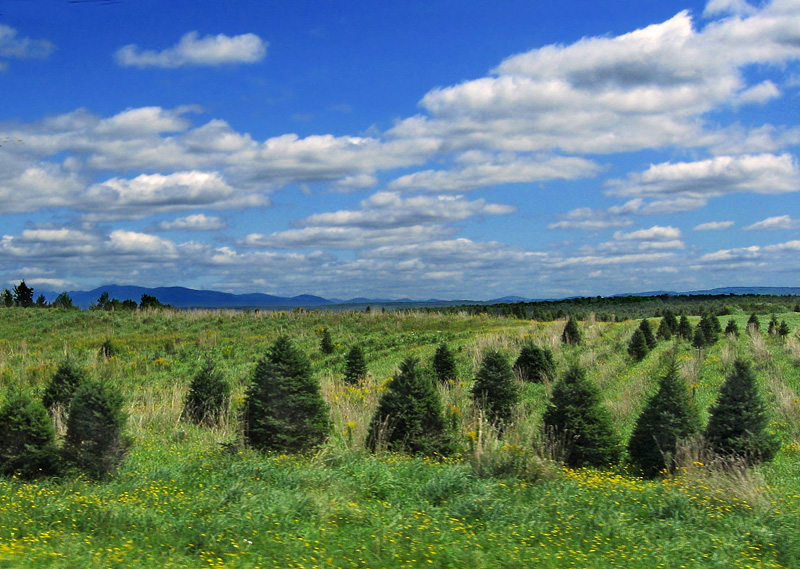
La vallée des souvenirs.
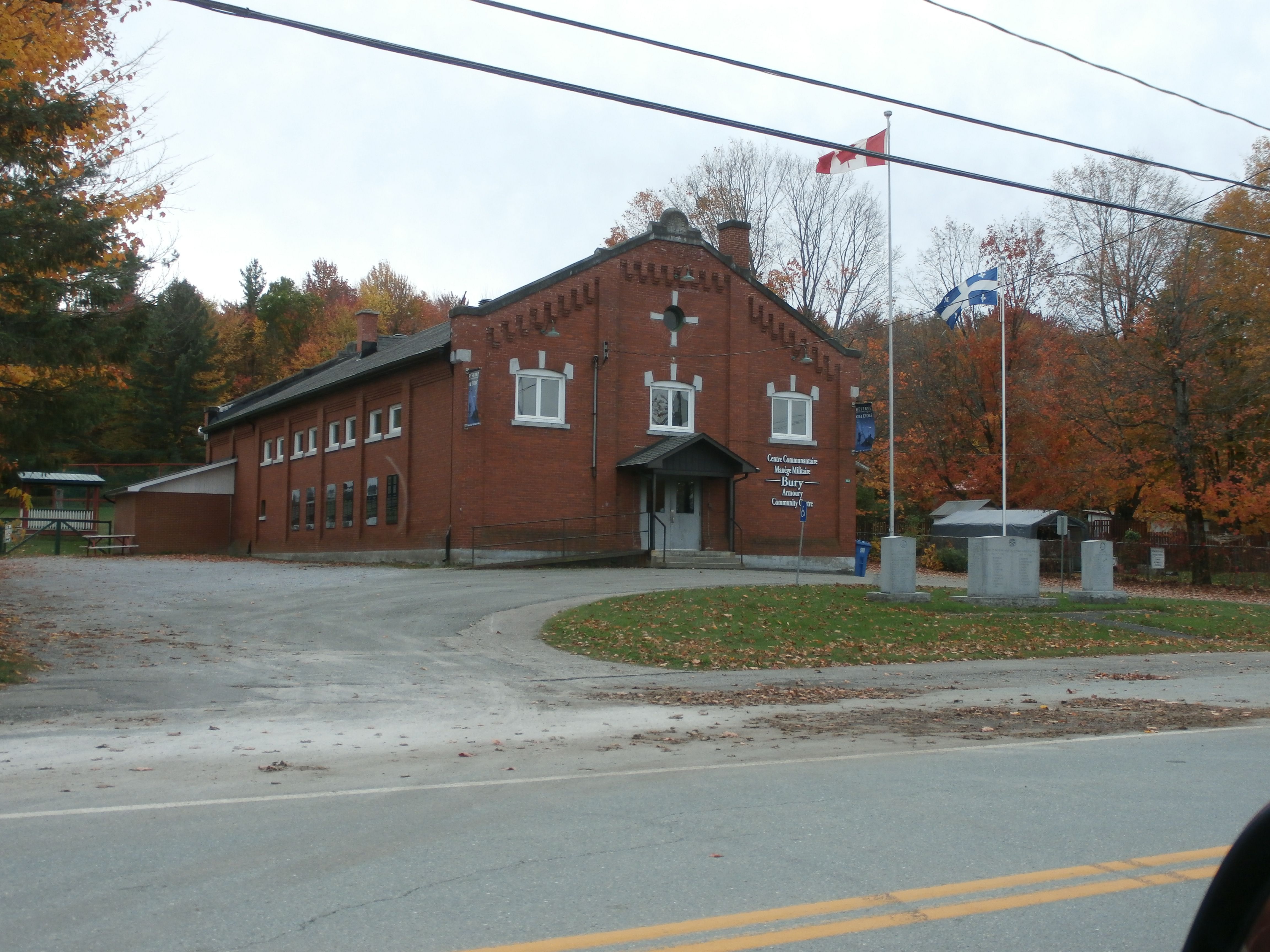
Manège Militaire.
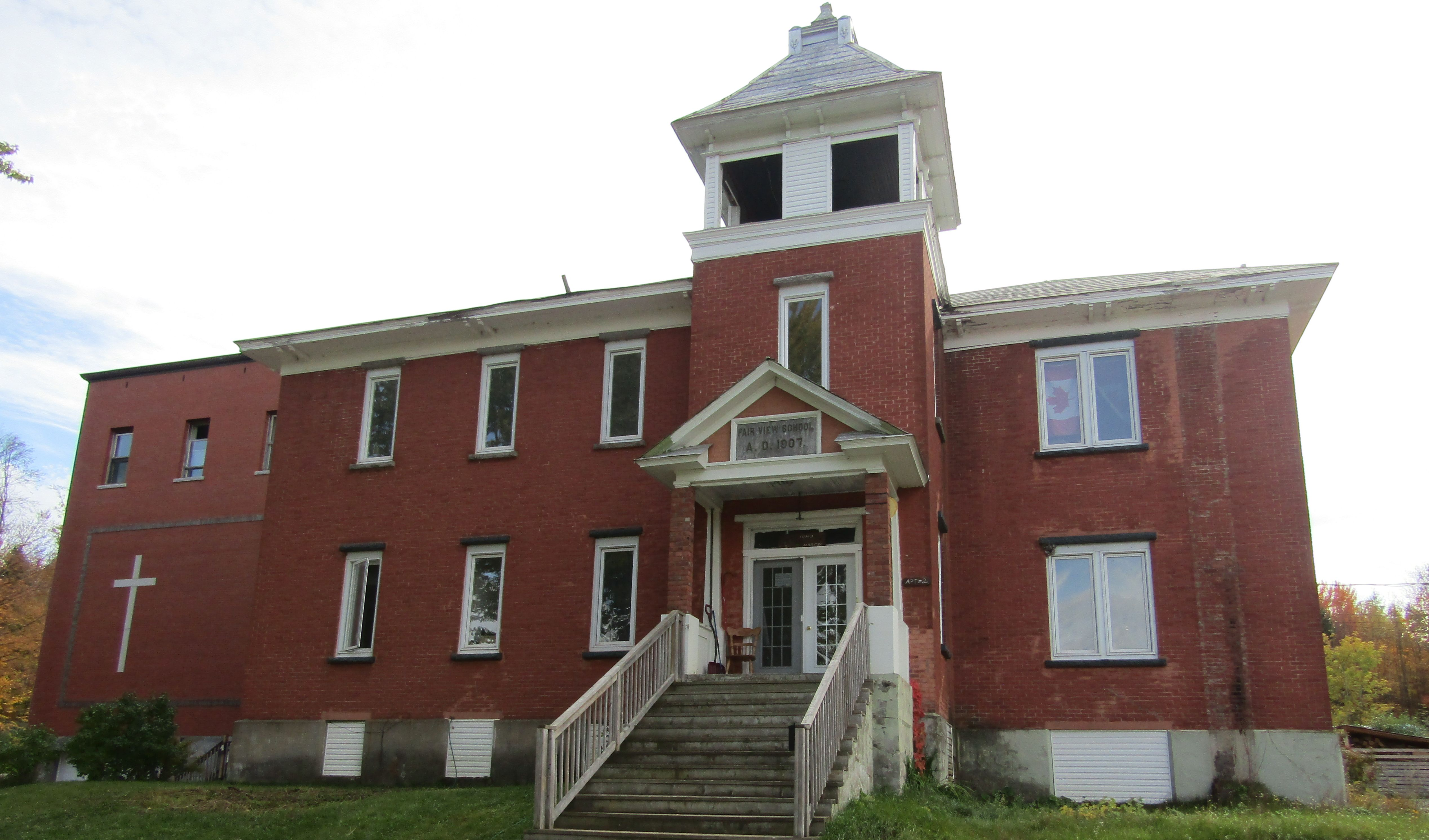
Fair View School 1907 Bury (Quebec) devenue un édifice privé.